# 헤그너의 보조정리
헤그너의 보조정리(Heegner's lemma)는 수학에서 헤그너의 보조 정리는 쿠르트 헤그너(Kurt Heegner)가 클래스 넘버 문제에 대한 그의 논문에서 사용한 보조정리다.
그의 보조정리(lemma)에 따르면,
{\displaystyle y^{2}=a_{4}x^{4}+a_{3}x^{3}+a_{2}x^{2}+a_{1}x+a_{0}\,}
"{\displaystyle a_{4}}가 제곱수가 아닌 {\displaystyle y^{2}}곡선 위에 있는 경우, 홀수 차 확장에서 해가(근이) 있는 경우 역시 해를 구할 수 있다."는 것이다.

## 같이 보기
- 헤그너 수(헤그너 넘버)

## 참고
- Birch, Bryan (2004), 〈Heegner points: the beginnings〉,   Darmon, Henri; Zhang, Shou-Wu, 《Heegner points and Rankin L-series》, Math. Sci. Res. Inst. Publ. 49, Cambridge University Press, 1–10쪽, doi:10.1017/CBO9780511756375.002, ISBN 978-0-521-83659-3, MR 2083207